# Гимназия цистерианского ордена Людовика Великого
Гимназия цистерианского ордена Людовика Великого (венг. A Ciszterci Rend Nagy Lajos Gimnáziuma) — известная венгерская средняя школа, расположенная на центральной площади в городе Печ. Была основана в 1687 году орденом цисторианцев при монастыре — сразу же после изгнания из города турок. После роспуска ордена цистерцианцев учебное заведение перешло под управление иезуитов.

## История
Город Печ являлся одним из культурных центров средневековой Венгрии: наличие школы при местном соборе обеспечивало высокую грамотность местного населения. В результате, венгерский король Людовик I Великий выбрал город как место для первого университета в стране. Ренессанс привёл к дополнительному расцвету культурной жизни Печа. После поражения венгрерских войск в битве при Мохаче, в 1526 году, турецкие войска заняли и разграбили город, а в 1543 году он полностью перешёл под контроль Османской империи. При этом в городе продолжало существовать и не-исламское образование: кроме турецких, действовали и протестантские школы — а также (в 1610-х годах) и иезуитская, которая считается предшественником современной средней школы.

## Школа ордена иезуитов
Новая школа была основана орденом цисторианцев при монастыре в 1687 году — сразу же после изгнания из города турок. Она сразу заняла участок, на котором находится её сегодняшнее здания, а также получила несколько других земельных участков в течение нескольких последующих лет. Большую помощь школе оказал архиепископ Эстергом Сечени, пожертвовавший ей 50 000 форинтов в 1694 году. Из-за ряда сложностей — включая юридические — строительство нового здания началось только в 1724 году. Количество учеников в ней выросло от изначальных шестнадцати до нескольких сотен в середине 1720-х годов.

## Иезуит образование
Новое законодательство (Ratio Studiorum), регулировавшее систему образования — в частности, функционирование школ иезуитов — было опубликованная в 1599 году. Количество учебных дней было определено в 170. Образования на родном языке — английском, немецком или хорватском — было возможно только в младших классах, после чего дети переходили на латынь. Одной из особенностей иезуитских школ были регулярные школьных постановки (театральные спектакли).

## Сложности
В 1773 году Папа Римский Климент XIV, находясь под сильным политическим давлением, распустил орден иезуитов. В результате школа столкнулась с большими сложностями, хотя образование по-прежнему велось под руководством учителей-иезуитов. Хотя в 1776 году школа и была повышена в статусе до архигимназии (archigymnasium).
На этом проблемы не закончились: проблемой стало размещения учебного заведения, поскольку обычное здание школы стало использоваться в качестве военного госпиталя — что существенно осложнило учебный процесс. В 1803 году школа «шагнула на ступеньку вниз», став простой гимназией. В 1813 году учебное заведение оказалось под опекой цистерцианского ордена.

## Начало цистерцианской школы
Хотя идея передачи школы цистерцианцем родилась ещё в 1809 году, Наполеоновские войны заметно отсрочили процесс. Наконец, в 1814 году, цистерцианцы появились в Пече. Вскоре преподавание перешло на венгерский язык, дабы быть ближе к образовательным принципам нового покровительствующего ордена. Школа пережила второй расцвет, закончившийся только с революцией в стране, в которой школьное здание использовалось императорской армией. Политическая борьба ордена цистерцианцев с епископом и государственными органами также отразилась на жизни учебного заведения.
В те года школа стала важной частью венгерской культуры в Пече: в 1862 году был основан лицейский литературный кружок, выполнявший функции площадки для самообразования учащихся. Воспитательной работе в школе существенно помогали три библиотеки. В результате, в 1868 году, школа являлась одной из «лучше оборудованных» в стране.

## Времена мира
Постепенно физическое воспитание — на основе методик Лекса Эотвоса и соответствующей инфраструктуры — стали играть всё более значительную роль в образовательном процессе. В 1905 году в школе появилось футбольное поле. Руководство ордена цистерцианцев также делало всё больший упор на академической репутации педагогов и сохранении кадров: научные публикации учителей школы, в различных отраслях знаний, стали регулярно выходить из печати. Второй расцвет образовательного учреждения завершился с началом Первой мировой войны (во время которой здание школы вновь использовалось для военных целей) и входом сербских войск в регион: начиная с 1919 года, директор школы пять раз вызывался на допроса и дважды «номинировался» в заложники.